# 謝恂
謝恂，字泰温，陳郡陽夏县人，南北朝刘宋官员。
謝恂是謝裒玄孙、謝据曾孙、謝允之孙、謝裕的儿子。他的两个妹妹分别嫁给刘义真、王僧朗。謝恂在刘宋担任鄱阳郡（治今江西省鄱阳县）太守。他的儿子谢稚，官至司徒主簿。谢稚子謝璟官至司农卿，謝璟子謝微官至南兰陵郡太守。